# ゑにっく
株式会社ゑにっくは、日本のアニメーション制作会社。
本項ではゑにっくのアダルトアニメブランド『ひまじん』、『ひまじん銀』、『ハレンチレストラン・アムール』（以降、『アムール』と表記）、女性向け一般OVAブランド『プライムタイム』、及びゑにっくの韓国法人『ANIK Co.,Ltd』（以降、『ANIK』と表記）についても記述する。
イマジン株式会社のグループ企業である。

## 概要・沿革
テレビシリーズについては、下請けを主としており、2008年現在は1999年に設立されたANIK名義での仕事が多い。
アダルトアニメ制作については、「ひまじん」名義でピンクパイナップル作品に多く参加した後、2004年の『戦乙女ヴァルキリー「あなたに全てを捧げます」』以降は自社制作へ移行し、「ひまじん」をそのまま代表ブランドとして、さらにはそこから派生させた別ブランドの「ひまじん銀」や「アムール」を展開している。また、女性向けの一般ブランド「プライムタイム」も、ひまじんの代表ブランド化後に立ち上げている。
2006年には株式会社へ改組し、「ひまじん」代表作の1つ『そらのいろ、みずのいろ』上巻が累計1万本の大ヒットとなるものの、多忙からすべての作品制作には満足な手を回せなくなっていく。そのため、力量不足などを理由に2007年6月30日付けでアダルトアニメ制作からは撤退した。その告知時に、ブランド名と発売済み作品のサポートは有限会社マリゴールドが引き継ぎ、制作中の作品は「アムール」からの発売を予定していることが表明されたが、実際にはアダルトアニメ制作は新規に設立した株式会社エイ・ワン・シーへ継承しており、同年10月22日には新ブランド「鈴木みら乃」（すずきみらの）の公式サイトを開設。第1弾『Grope 〜闇の中の小鳥達〜』を制作し、12月21日に発売した。また、「アムール」で予定していた作品は、エイ・ワン・シーのもう1つのブランド「2匹目のどぜう」で制作および発売を行っている。

## 主な作品

### テレビアニメ
ANIK名義で参加。

### アダルトアニメ

#### ひまじん
- 〔él〕（制作協力）
- SeptemCharm まじかるカナン（制作協力）
- 鬼作（制作協力）
- 妻みぐい（制作協力）
- エルフィーナ 〜淫夜へと売られた王国で…〜（制作協力）
- 戦乙女ヴァルキリー「あなたに全てを捧げます」
- IMMORAL
- 満淫電車
- 輪奸学園
- TRUE BLUE
- Innocent Blue
- 魔法少女沙枝
- そらのいろ、みずのいろ（上巻のみ）
- 淫堕の姫騎士ジャンヌ
- 学園2
- 凌辱ファミレス調教メニュー
- 炎の孕ませ転校生
- 放課後2 THE ANIMATION（上巻）

#### ひまじん銀
- 戦乙女ヴァルキリー 真章

#### ハレンチレストラン・アムール
- 秘湯めぐり
- 淫妖蟲

### 女性向け一般OVA
An DerCen
- 黒と金の開かない鍵。
- トリック・オア・アリス

プライムタイム
- 異国色恋浪漫譚
- キレパパ。
- 百日の薔薇
- 生徒会長に忠告

Prime Time+
- タイトロープ

parAdI Ce
- NO,THANK YOU!!!